# Глибоцьке
Глибоцьке (біл. Глыбоцкае) — село в Марковицькій сільраді Гомельського району Гомельської області Білорусі. В архівних джерелах має назву Глубоцьке (біл. Глубоцкае).
Поруч родовище цегельної сировини (1 млн м³).

## Географія

### Розташування
У 13 км від залізничної станції Кравцовка (на лінії Гомель — Чернігів), 47 км на південний схід від Гомеля, 1 км від державного кордону з Україною.

## Гідрографія
На річці Луб'янка (притока річки Немильня).

## Транспортна мережа
Транспортні зв'язки автомобільною дорогою Глибоцьке — Гомель, кінцева станція автобусного маршруту Гомель — Глибоцьке (відправлення з Гомеля 6:15, 13:00, 18:00 на 2019 рік). 
Планування складається з прямолінійної вулиці, орієнтованої з південного заходу на північний схід, яка на сході приєднується до центру вулиці, орієнтованої майже меридіонально. 
Забудова двостороння, дерев'яна, садибного типу, вуличне покриття асфальтовано (крім невеликої частини однієї з вулиць). 
У 1991 — 1992 роках побудовані 104 цегляних будинки для переселенців з місць, забруднених радіацією внаслідок Чорнобильської катастрофи.

## Історія
Виявлене археологами городище (в 0,5 км на захід від села) свідчить про заселення цих місць з давніх часів; на півдні села, недалеко від боліт, були проведені розкопки могильних курганів Радимичів і знайдені їхні речі. Євдоким Романов, який обстежив майданчик в 1910 році, писав, що в 1883 році жителі знайшли скарб в обсязі двох відер арабських дирхамів династії саманідів 895 — 910 років (77 монет зберігаються в Ермітажі Санкт-Петербурга). 

### У складі Великого князівства Литовського
Згідно з першими письмовими джерелами село відоме з XVIII століття. 
Історична назва, згадане в багатьох архівних документах — Глубоцьке.

### У складі Російської імперії
Після Першого поділу Речі Посполитої (1772) — у складі Російської імперії. 
У 1788 році — в Гомельській волості Белицького повіту, володіння фельдмаршала графа Петра Олександровича Рум'янцева-Задунайського, потім — графа Івана Федоровича Паскевича. У 1816 році в складі Миколаївської економії Гомельського маєтку (фільварок Миколаївський, знаходився між сучасними населеними пунктами Годичево і Поддобрянка). У 1849 році заможний селянин Карп Леонович Луцьков побудував невелику дерев'яну церкву Різдва Пресвятої Богородиці на кам'яному фундаменті, яка в 1881 році була перебудована і є пам'ятником дерев'яного зодчества. У 1867 році почало діяти народне училище, для якого в 1903 році побудовано власну будівлю в Марковицькій волості Гомельського повіту. У 1886 році 3 вітряні млини засновані Микитою Кузьменковим, Степаном Легіновим, Никифором Ковшаровим, хлібозаготівельний магазин. На рубежі XIX — XX століть (в 1880 — 1920 роки) спостерігалася велика дитяча смертність: у сім'ях з 8-12 дітей виживали приблизно 4-5, за рік в селі могло померти 5 дорослих та 20-25 дітей. Згідно з переписом 1897 року розташовувався трактир. 
У 1909 році 2923 десятин землі. У 1911 році відкрито споживче товариство, де реалізовували борошно, цукор та інші харчові продукти. З 1914 по 1917 роки організовано сільськогосподарське товариство, де виявляли племінних тварин з евакуйованих стад (в роки першої світової війни худобу евакуювали з окупованих територій) і розподіляли їх на зимове утримання серед місцевих селян. У 1919 році утворена селянська сільська рада; першими головами якої були Борисенко Іван Малахович, Поздняков Яків Сидорович. Весною 1920 року пожежа знищила 92 двори, на наступний рік відбулися ще три великих пожежі, двори були відновлені.

### У складі БРСР (СРСР)
У 1926 році працювали відділення споживчої кооперації, відділення зв'язку, початкова школа. З 8 грудня 1926 року — центр Глибоцької сільради Краснобудського, з 4 серпня 1927 року — Тереховського, з 25 грудня 1962 року — Добруського, з 18 січня 1965 року — Гомельського районів в складі Гомельського округу (до 26 липня 1930 року) Гомельської області (з 15 січня 1938 року). У 1930 році організований колгосп «Піски», з 1951 року — колгосп імені Володимира Ілліча; працювали торфодобувні артілі (станом на 1946 — 1958 роки — 115 робітників), 2 вітряні млини, кузня, ясла, пожежна станція. 
У табори сталінських репресій потрапили 6 місцевих жителів, деякі не повернулися, багато сімей вирушили на заслання на поселення в Україну, на Сибір, на Далекий Схід, на Алтай.

#### Німецько-радянська війна
Під час німецько-радянської війни в окупаційний період влада здійснювалася місцевою поліцією, вбито 3 жителі, 2 підлітки підірвалися на німецькій міні в лісі.
При визвольних боях з 26 вересня по 28 вересня 1943 року жителі села, взявши із собою тільки необхідні речі, сховалися у лісі, де знаходились 3 дні, одна жінка навіть народила там хлопчика. Коли люди повернулися до села, вони побачили справжній хаос: усе було розграбовано, декілька хат було спалено для освітлення об'їзду бруду німецькими загарбниками, що відступали. Через кілька днів до селянки на околиці села увірвався в нетверезому стані німецький солдат і почав вимагати їжу, та, довго не вагаючись, жінка замкнула його в будинку і доповіла про гостя солдатам Червоної Армії. Після допиту з'ясувалося, що це німецький диверсант, якого послали, щоб спалити село; його повісили в центрі села на очах у місцевих жителів.
Після звільнення в селі розташовувався інфекційний госпіталь № 4238 (з 1 жовтня 1943 по 7 листопада 1943) і хірургічний польовий пересувний госпіталь № 3573 (з 1 листопада 1943 по 15 листопада 1943). Померли від ран 7 радянських солдатів (поховані в братській могилі в центрі села). 185 жителів загинули на фронті, в пам'ять про них в 1957 році споруджений обеліск з іменами (у 2015 році проведено капітальний ремонт). 

#### Післявоєнні роки
У 1959 році — центр колективно-пайового господарства імені Ілліча. Розміщуються 9-річна школа, Будинок культури, бібліотека, фельдшерсько-акушерський пункт, дитячий садок, комплексно-приймальний пункт побутового обслуговування, відділення зв'язку, їдальня, 2 магазини, баня.

### У складі Республіки Білорусь
До 1 серпня 2008 року — центр Глибоцького сільради. З серпня 2014 року розташовується прикордонна застава.
Станом на 2015 рік в складі агропромислового підприємства ВАТ «Знамя Родины», розміщуються базова 9-річна школа, бібліотека, фельдшерсько-акушерський пункт, дитячий садок, відділення зв'язку, магазин, прикордонна застава, пункт спрощеного пропуску через державний кордон з Україною, молочнотоварна ферма і молочнотоварний комплекс. Діє православна церква Різдва Пресвятої Богородиці, яку в грудні 1990 року відвідав Патріарший екзарх всієї Білорусі Філарет і супроводжував його секретар Мінського єпархіального управління протоієрей Іоанн Хорошевич.

## Населення

### Чисельність
- 2004 — 329 господарств, 713 жителів.

## Відомі уродженці
- Абрамов Семен Семенович (7 жовтня 1938, Глибоцьке — 2017, Вітебськ) — доктор ветеринарних наук (1987), професор Вітебської академії ветеринарної медицини; Заслужений працівник освіти Республіки Білорусь;
- Ковшаров Іван Акимович (1911, Глибоцьке — 1998, Київ) — льотчик, учасник німецько-радянської війни, Герой Радянського Союзу;
- Тимошенко Петро Павлович (1913, Глибоцьке — 2009, Мінськ) — Герой Соціалістичної Праці (1974), заслужений будівельник БРСР (1962), почесний громадянин Могильова (1975);
- Борисенко Михайло Іванович (25 липня 1917, Глибоцьке — 2 січня 1984, Москва) — професор, член-кореспондент АН СРСР, вчений в області систем управління ракетних носіїв, міжпланетних космічних апаратів і штучних супутників землі, начальник відділу НДІ-885; Герой Соціалістичної Праці (1957), лауреат Ленінської (1960) і Державної (1978) премій СРСР;
- Целіков Іван Андрійович (1922, Глибоцьке — 1992, Климовка) — ветеран спецчастин оперативної розвідки Генштабу Червоної Армії. Розвідник-диверсант в роки німецько-радянської війни. У 1941 році закінчив Московську розвідувально-диверсійну школу. Учасник розвідувальної групи «Джек» (у складі 10 осіб), протягом 150 діб вона виконувала завдання з метою підготовки наступальної операції на окупованій території Східної Пруссії (1944). На основі діяльності розвідгрупи «Джек» знято художній фільм «Парашути на деревах» (1973)[3].